# Mapania squamata
Mapania squamata là loài thực vật có hoa trong họ Cói. Loài này được (Kurz) C.B.Clarke mô tả khoa học đầu tiên năm 1908.